# Giuseppe Buttà
Giuseppe Buttà (Naso, 4 januari 1826 – aldaar, 1886) was een rooms-katholiek priester en aalmoezenier in het koninklijk leger der Beide Siciliën. Dit koninkrijk dat bestuurd werd door het Huis Bourbon, zag hij ten onder gaan (1861) in een verenigd Italië. Nadien werd hij memorialist van wat hij beleefd had aan de ‘andere kant’ van het front der risorgimento of eenmaking van Italië.

## Levensloop
Buttà groeide op in het dorp Naso, nabij de Siciliaanse havenstad Messina. Zijn priesterwijding vond plaats in de jaren 1840. In 1854 werd Buttà benoemd tot aalmoezenier in het leger van het Bourbonregime. 
Van 1854 tot 1859 werkte hij als aalmoezenier in de gevangenis op het eiland Santo Stefano (Pontijnse Archipel).
In 1859 werd hij overgeplaatst naar het 9e Bataljon Jagers, dat gekazerneerd was in Monreale op Sicilië. Dit infanterieregiment stond onder bevel van generaal Ferdinando Benevanto del Bosco (1813-1881), eveneens een Siciliaan. In 1860 braken onlusten uit tegen het Bourbonregime, nadat Garibaldi uit Marseille vertrokken was met zijn Roodhemden richting Sicilië. Revolutionairen plunderden het huis van Buttà. 
Buttà volgde het terugtrekkende leger. Hij maakte zo de Slag van Milazzo (1860) mee nabij Messina, de Slag van Volturno (1860) op het Zuid-Italiaanse vasteland en finaal het Beleg van Gaeta (1860-1861).  Het waren alle nederlagen voor het Bourbonleger. 
Na het verlies in Gaeta (1861) hield het koninkrijk der Beide Siciliën op te bestaan en werd het deel van het verenigd Italië onder het Huis Savoye. Buttà vloog achter de tralies (1861). Nog hetzelfde jaar stuurde het nieuwe bewind hem in ballingschap. Priester Buttà vluchtte naar de Pauselijke Staat, dat nog niet onder Italiaans bewind stond. 
Enkele jaren later kreeg hij de toelating terug te keren naar Napels. In Napels publiceerde hij zijn wedervaren bij de eenmaking van Italië, en dit steeds vanuit het Bourbon-perspectief. Zijn meest bekende werk is Un viaggio da Boccadifalco a Gaeta ofwel de ganse weg van terugtrekking van de Bourbontroepen. Dit boek werd in twee volumes uitgegeven in 1882 en 1883. Hij stierf in zijn geboortedorp op Sicilië ergens in het jaar 1886.